# Nesocordulia
Genre
Nesocordulia est un genre de libellules de la famille des Synthemistidae (sous-ordre des Anisoptères, ordre des Odonates). 

## Systématique
Le genre Nesocordulia a été créé en 1882 par l'entomologiste britannique Robert McLachlan (1837-1904).

## Liste d'espèces
Selon BioLib (17 août 2021) :
- Nesocordulia flavicauda McLachlan, 1882
- Nesocordulia malgassica Fraser, 1956
- Nesocordulia mascarenica Fraser, 1948
- Nesocordulia rubricauda Martin, 1900
- Nesocordulia spinicauda Martin, 1903
- Nesocordulia villiersi Legrand, 1984